# Парасар
Парасар (хинди पराशर झील) — высокогорное озеро в округе Манди (штат Химачал-Прадеш, Индия).

## География, описание
Озеро имеет правильную овальную форму размером 150 на 60 метров. Зеркало озера находится на высоте 2605 метров над уровнем моря. Глубина озера неизвестна, по крайней мере, водолазы с современным оборудованием достичь его дна не смогли. Достопримечательность озера — плавучий остров круглой формы диаметром около 25 метров. Он медленно путешествует по длинной оси озера: летом остров находится у одного края, зимой — у другого. Питание дождевое и ледниковое, впадающих и вытекающих рек нет. Своё название озеро получило в честь мудреца по имени Прашар, который долгое время жил на берегу. На берегу озера стоит пагода, построенная в XIII веке.
Согласно местным верованиям, озеро образовалось, когда один из богов, остановившийся здесь на отдых, ткнул в землю рукой вертикально вниз по самый локоть. А плавучий остров на нём — точка концентрации внимания, которую создал мудрец Прашар для медитации. Ныне озеро пользуется популярностью у паломников: они, приходя на его берег, бросают в воду монеты. Доступ туристов, для которых в округе выстроены несколько домиков, к озеру осуществляется с апреля по ноябрь, зимой озеро обычно замерзает.
- Май 2016
- Сентябрь 2015
- Февраль 2014
- Пагода на берегу озера